# Alfred H. Littlefield

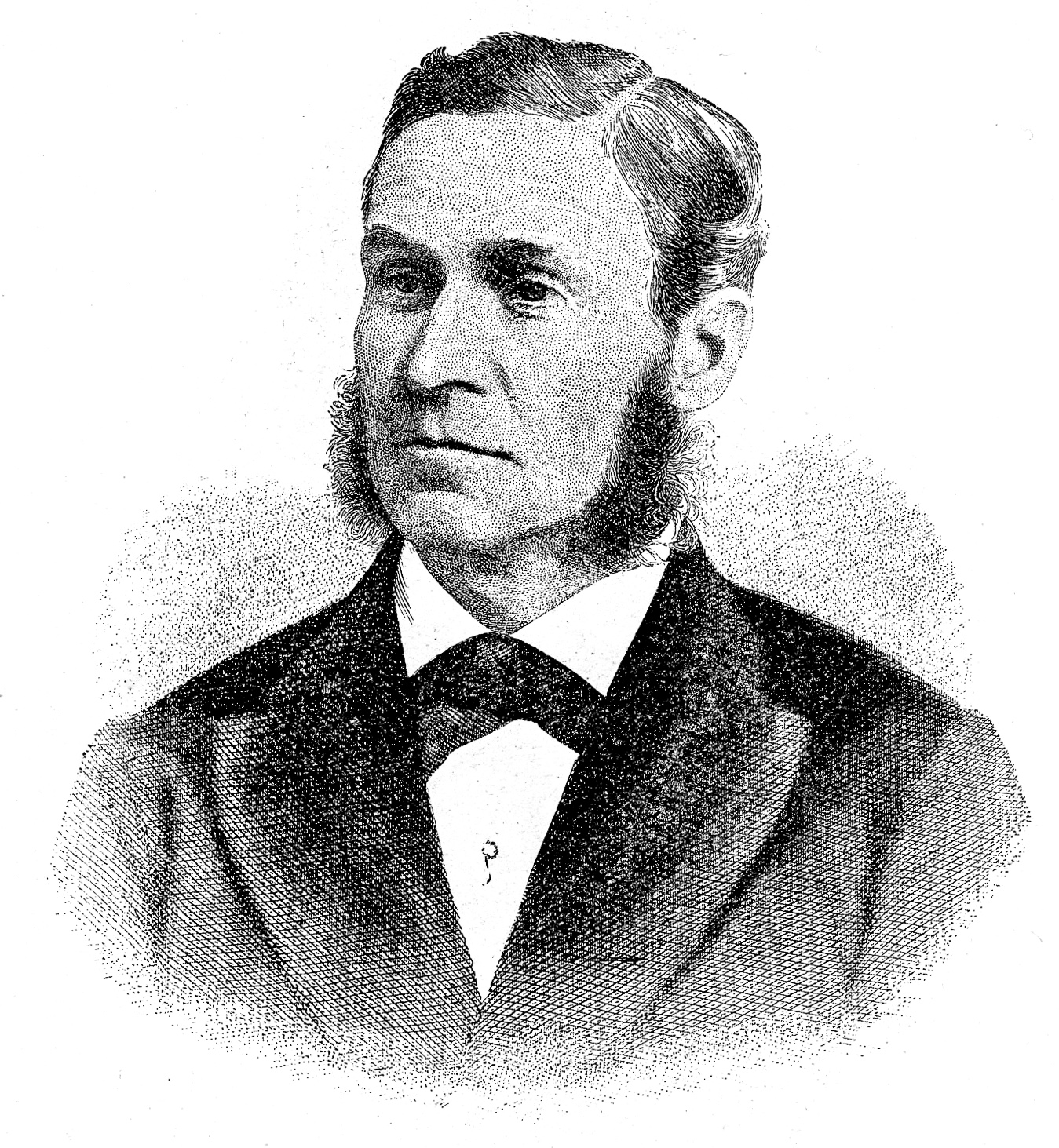
Alfred Henry Littlefield

Alfred Henry Littlefield (* 2. April 1829 in Scituate, Providence County, Rhode Island; † 21. Dezember 1893) war ein US-amerikanischer Politiker und von 1880 bis 1883 Gouverneur des Bundesstaates Rhode Island.

## Frühe Jahre und politischer Aufstieg
Alfred Littlefield arbeitete zunächst in einer Weberei in Warwick. Anschließend gründete er mit seinem Bruder eine Firma, die Fäden herstellte. Im Jahr 1858 übernahm er ein weiteres Unternehmen. Im weiteren Verlauf wurde Littlefield auch einer der Direktoren der First National Bank of Pawtucket, der Pawtucket Gas Company und der dortigen Straßenbahn. In der Miliz von Rhode Island brachte er es bis zum Oberst.
Littlefield war zunächst Mitglied der Whig Party. Nach deren Auflösung in den 1850er-Jahren trat er der neu gegründeten Republikanischen Partei bei. Zwischen 1873 und 1877 war Littlefield Stadtrat in Lincoln. Von 1876 bis 1877 war er auch Abgeordneter im Repräsentantenhaus von Rhode Island; in den Jahren 1878 und 1879 gehörte er dem Staatssenat an.

## Gouverneur von Rhode Island
Im Jahr 1880 kandidierte Littlefield für das Amt des Gouverneurs. Da kein Kandidat die erforderliche absolute Mehrheit erreichte, musste die Legislative den Gouverneur bestimmen. Diese entschied sich für Littlefield. Nachdem er in den folgenden Jahren wiedergewählt worden war, konnte er zwischen dem 25. Mai 1880 und dem 29. Mai 1883 als Gouverneur amtieren. Als Gouverneur arbeitete er an der Verbesserung des Bildungssystems seines Staates. Er setzte sich für die Gründung einer Berufsschule für Industriearbeiter ein. Ebenfalls in seiner Amtszeit wurde die Grenze zwischen Rhode Island und Massachusetts endgültig festgelegt.
Nach dem Ablauf seiner Amtszeit zog sich Littlefield aus der Politik zurück. Er widmete sich wieder seinen zahlreichen geschäftlichen Angelegenheiten. Alfred Littlefield starb am 21. Dezember 1893. Mit seiner Frau Rebecca Jane Northup hatte er vier Kinder.